# Ptychopseustis
Ptychopseustis är ett släkte av fjärilar. Ptychopseustis ingår i familjen Crambidae.
Kladogram enligt Catalogue of Life:
| Ptychopseustis | \| \| Ptychopseustis amoenella \| \| \| \| \| \| Ptychopseustis argentisparsalis \| \| \| \| \| \| Ptychopseustis calamochroa \| \| \| \| \| \| Ptychopseustis conisphoralis \| \| \| \| \| \| Ptychopseustis fuscivenalis \| \| \| \| \| \| Ptychopseustis ictericalis \| \| \| \| \| \| Ptychopseustis impar \| \| \| \| \| \| Ptychopseustis lojanalis \| \| \| \| \| \| Ptychopseustis lophopedalis \| \| \| \| \| \| Ptychopseustis molybdogramma \| \| \| \| \| \| Ptychopseustis plumbeolinealis \| \| \| \| \| \| Ptychopseustis undulalis \| \| \| \| |
|                | \| \| Ptychopseustis amoenella \| \| \| \| \| \| Ptychopseustis argentisparsalis \| \| \| \| \| \| Ptychopseustis calamochroa \| \| \| \| \| \| Ptychopseustis conisphoralis \| \| \| \| \| \| Ptychopseustis fuscivenalis \| \| \| \| \| \| Ptychopseustis ictericalis \| \| \| \| \| \| Ptychopseustis impar \| \| \| \| \| \| Ptychopseustis lojanalis \| \| \| \| \| \| Ptychopseustis lophopedalis \| \| \| \| \| \| Ptychopseustis molybdogramma \| \| \| \| \| \| Ptychopseustis plumbeolinealis \| \| \| \| \| \| Ptychopseustis undulalis \| \| \| \| |
|                | Ptychopseustis amoenella |
|                | |
|                | Ptychopseustis argentisparsalis |
|                | |
|                | Ptychopseustis calamochroa |
|                | |
|                | Ptychopseustis conisphoralis |
|                | |
|                | Ptychopseustis fuscivenalis |
|                | |
|                | Ptychopseustis ictericalis |
|                | |
|                | Ptychopseustis impar |
|                | |
|                | Ptychopseustis lojanalis |
|                | |
|                | Ptychopseustis lophopedalis |
|                | |
|                | Ptychopseustis molybdogramma |
|                | |
|                | Ptychopseustis plumbeolinealis |
|                | |
|                | Ptychopseustis undulalis |
|                | |